# スターリング放射性同位体発電機

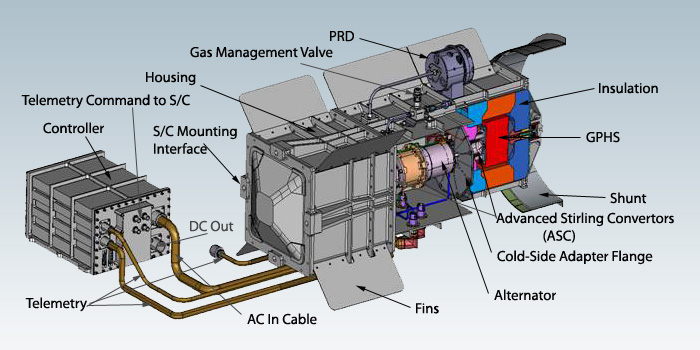
スターリング放射性同位体発電機の断面模式図

スターリング放射性同位体発電機（英: Advanced Stirling Radioisotope Generator、ASRG）は、スターリング機構を用いた放射性同位体発電機である。現在は、将来の宇宙探査ミッションのために、アメリカ合衆国エネルギー省とアメリカ航空宇宙局が共同で開発している。以前のミッション（バイキング、パイオニア、ボイジャー、ガリレオ、ユリシーズ、カッシーニ、ニュー・ホライズンズ）等で用いられた放射性同位体熱電気転換器と比べ、スターリングサイクルを用いた効率の高い転換を実現でき、必要な二酸化プルトニウムは4分の1で済む。

## 諸元
発電機の試作品は、以下のような諸元を持つ。
- 寿命:≥14年
- 名目電力:140W
- 質量:~20kg
- 効率:~30%
- 燃料:0.8kgのプルトニウム238

## 目的
土星最大の衛星タイタンの探査のために2015年1月の打上げを目指すタイタン海洋探査ミッション (TiME) のランダーとして、この発電機の利用が提案された。2009年2月、アメリカ航空宇宙局と欧州宇宙機関から、EJSMにTiMEに対する優先権を与えると発表した。2012年8月、TiMEは2016年の打上げをめぐる争いでも火星探査のインサイトに敗れた。
また、天王星探査でオービタに3機のASRGを用いるHORUSミッションも提案されている。Jupiter Europa Orbiterミッションは、木星探査でオービタに4機のASRGを用いる提案をしている。